# Marc Warren
Marc Warren (ur. 20 marca 1967 w Northampton) – angielski aktor filmowy i telewizyjny, znany głównie z roli szeregowego Alberta Blithe w miniserialu HBO Kompania braci (2001), Dominica Foya z serialu BBC One Rozgrywki (2003), Danny’ego Blue w serialu BBC One/BBC HD Przekręt (2004–2007, 2012), Eltona Pope’a w Doktor Who (2006), de Rocheforta w Muszkieterowie (2015). Po ukończeniu Kingsthorpe Upper School, studiował dramat w Northampton College i East 15 Acting School w Loughton. Po raz pierwszy trafił na scenę Jon Clare Youth Theatre. W ekranizacji powieści Terry’go Pratchetta Wiedźmikołaj (2006) wystąpił w roli Jonathana Herbatki.